# العلاقات البروناوية الفلسطينية
العلاقات البروناوية الفلسطينية تشير إلى العلاقات الخارجية بين بروناي ودولة فلسطين. وتؤيد بروناي إقامة دولة فلسطينية مستقلة على حدود عام 1967 وعاصمتها القدس الشرقية.
ولا تقيم بروناي علاقات دبلوماسية مع إسرائيل. وتعترف بدولة فلسطين. وليد أبو علي هو سفير فلسطين غير المقيم لدى بروناي.

## تاريخ
تحدث سلطان بروناي في جلسة الأمم المتحدة في سبتمبر 1984 بعد انضمامه إلى الأمم المتحدة حيث أدان إسرائيل وأعرب عن دعمه للدولة الفلسطينية. في 17 نوفمبر 1988، اعترفت بروناي بفلسطين بعد إعلان الاستقلال الفلسطيني.
صوتت بروناي ضد اعتراف الولايات المتحدة بالقدس عاصمة لإسرائيل في الأمم المتحدة. وينص القرار على أن قضية القدس يمكن تسويتها من خلال المفاوضات بين الفلسطينيين والإسرائيليين.
وتقدم بروناي التبرعات لفلسطين من خلال وكالة الأمم المتحدة لإغاثة وتشغيل اللاجئين الفلسطينيين في الشرق الأدنى (الأونروا). وقدمت الغذاء لشهر رمضان عام 2019 وتمويل التعليم والرعاية الصحية في عام 2020. قامت بجمع الأموال من خلال مبادرة الصندوق الإنساني الفلسطيني 2021 وقدمت 115,860 سلة غذائية للأونروا.
أصدرت بروناي وإندونيسيا وماليزيا بيانًا مشتركًا خلال الحرب الفلسطينية الإسرائيلية عام 2023، يدين الإجراءات الإسرائيلية ويدعو إلى وقف إطلاق النار. ولا تقيم دول جنوب شرق آسيا الثلاث ذات الأغلبية المسلمة علاقات دبلوماسية مع إسرائيل. وتظاهر الآلاف في بندر سري بكاوان تضامنا مع الفلسطينيين.